# U-408
| U-408                      | U-408                                                          | U-408                                                          |
| -------------------------- | -------------------------------------------------------------- | -------------------------------------------------------------- |
|                            |                                                                |                                                                |
|                            |                                                                |                                                                |
|                            |                                                                |                                                                |
| Під прапором               | Третій рейх                                                    | Третій рейх                                                    |
| Спуск на воду              | 16 липня 1941 року                                             | 16 липня 1941 року                                             |
| Виведений зі складу флоту  | 5 листопада 1942 року                                          | 5 листопада 1942 року                                          |
| Сучасний статус            | затоплений                                                     | затоплений                                                     |
| Проєкт                     |                                                                |                                                                |
| Тип ПЧ                     | Торпедний ДПЧ                                                  | Торпедний ДПЧ                                                  |
| Основні характеристики     |                                                                |                                                                |
| Швидкість (надводна)       | 17,7 вузлів                                                    | 17,7 вузлів                                                    |
| Швидкість (підводна)       | 7,6 вузлів                                                     | 7,6 вузлів                                                     |
| Робоча глибина занурення   | 100 м                                                          | 100 м                                                          |
| Гранична глибина занурення | 220 м                                                          | 220 м                                                          |
| Екіпаж                     | 49 осіб                                                        | 49 осіб                                                        |
| Розміри                    |                                                                |                                                                |
| Довжина найбільша (по КВЛ) | 67,1 м                                                         | 67,1 м                                                         |
| Ширина корпусу найб.       | 6,2 м                                                          | 6,2 м                                                          |
| Висота                     | 9,6 м                                                          | 9,6 м                                                          |
| Середня осадка (по КВЛ)    | 4,70 м                                                         | 4,70 м                                                         |
| Водотоннажність надводна   | 769 т                                                          | 769 т                                                          |
| Озброєння                  |                                                                |                                                                |
| Артилерія                  | одна палубна гармата калібру 88-мм, одна 20-мм зенітна гармата | одна палубна гармата калібру 88-мм, одна 20-мм зенітна гармата |
| Торпедно- мінне озброєння  | 4 носових і один кормовий ТА. 14 торпед                        | 4 носових і один кормовий ТА. 14 торпед                        |

U-408 — німецький підводний човен типу VIIC, часів Другої світової війни.
Замовлення на будівництво човна було віддане 16 жовтня 1939 року. Човен був закладений на верфі суднобудівної компанії "Danziger Werft AG " у Данцигу 30 вересня 1940 року під заводським номером 109, спущений на воду 16 липня 1941 року, 19 листопада 1941 року увійшов до складу 5-ї флотилії. Також за час служби входив до складу 9-ї та 11-ї флотилій. Єдиним командиром човна був корветтен-капітан Райнгард фон Гіммен.
Човен зробив 3 бойових походи, в яких потопив 3 (загальна водотоннажність 19 689 брт) судна.
Потоплений 5 листопада 1942 року в Гренландському морі північніше Ісландії (67°40′ пн. ш. 18°32′ зх. д. / 67.667° пн. ш. 18.533° зх. д.) глибинними бомбами американського летючого човна «Каталіна». Всі 45 членів екіпажу загинули.

## Потоплені та пошкоджені кораблі[3]
| Назва            | Тип           | Належність      | Дата            | Тоннаж (БРТ) | Вантаж                                                                        | Статус     | Місце                                                       |
| Oliver Ellsworth | торгове судно | США             | 13 вересня 1942 | 7 191        | 7 200 т спорядження та літак на палубі                                        | потоплено  | 75°52′ пн. ш. 07°55′ сх. д. / 75.867° пн. ш. 7.917° сх. д.  |
| Сталінград       | торгове судно | СРСР            | 13 вересня 1942 | 3 559        | Військові поставки, включно з 500 т вибухівки та танками та літаком на палубі | потоплено  | 75°52′ пн. ш. 07°55′ сх. д. / 75.867° пн. ш. 7.917° сх. д.  |
| «Ательтемплієр»  | танкер        | Велика Британія | 14 вересня 1942 | 8 939        | 9 400 т морського палива                                                      | потоплений | 76°10′ пн. ш. 18°00′ сх. д. / 76.167° пн. ш. 18.000° сх. д. |